# Бока-дель-Рио (Венесуэла)
Бока-дель-Рио (исп. Boca del Río) — город в Венесуэле, в штате Нуэва-Эспарта. Столица муниципалитета полуострова Маканао. Находится  на западе острова Маргарита в Карибском море.

## Инфраструктура
Подавляющее большинство населения живёт за счёт рыболовства. Развита торговля, туризм. Есть рестораны, смотровые площадки, фермы и прочее.

## Достопримечательности
В Бока-дель-Рио расположен Морской музей.